# 薩布羅特湖

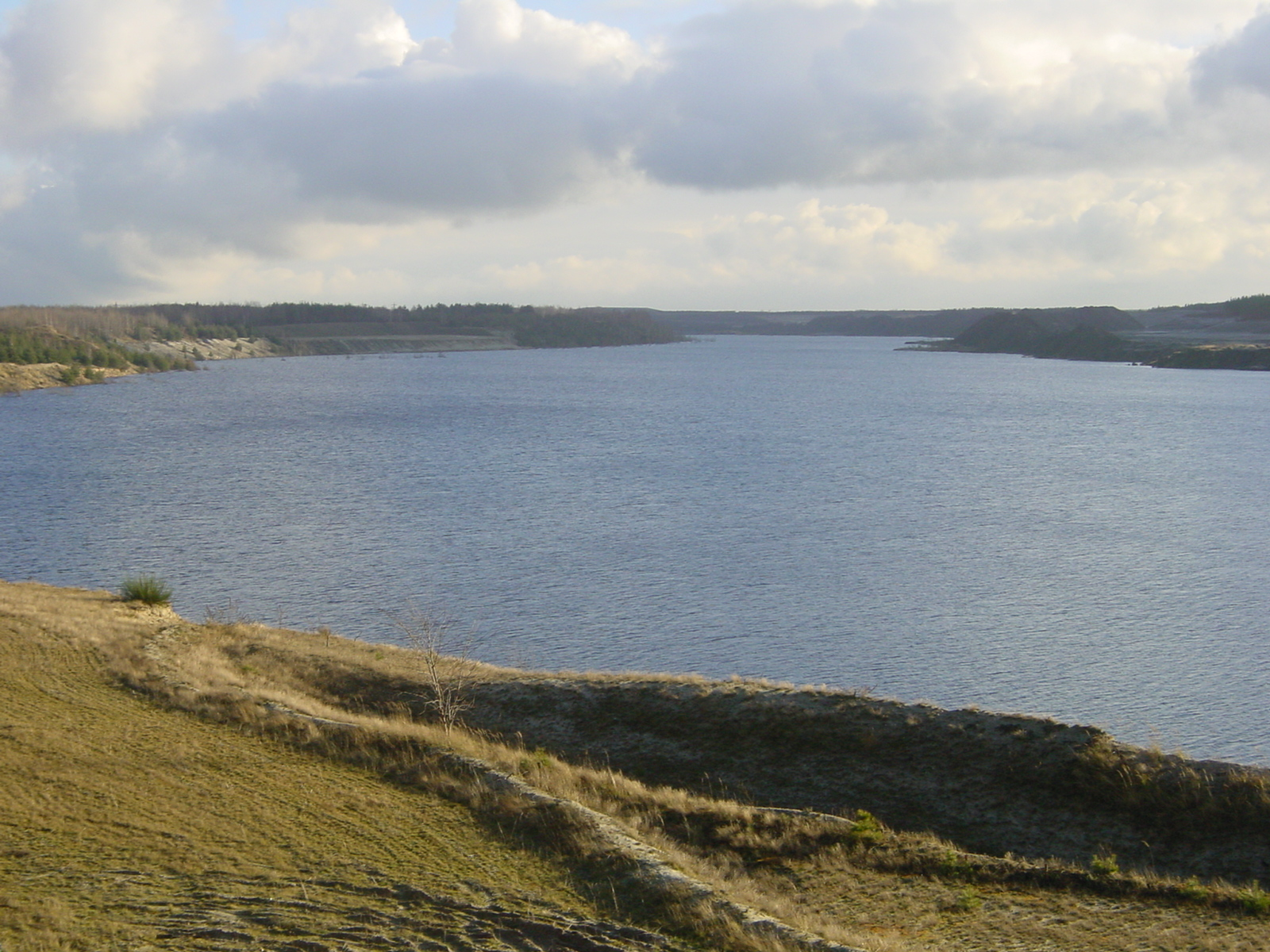

51°31′01″N 14°14′58″E / 51.51694°N 14.24944°E
薩布羅特湖（德語：Sabrodter See），是德國的人工湖泊，位於該國東部，由薩克森自由州負責管轄，處於霍耶斯韋達以北，面積1.36平方公里，海拔高度99.6米，最大水深27米。